# Vertagopus montanus
Vertagopus montanus is een springstaartensoort uit de familie van de Isotomidae. De wetenschappelijke naam van de soort is voor het eerst geldig gepubliceerd in 1947 door Stach.